# Kirkby Handball Club Liverpool
Ne doit pas être confondu avec Liverpool Handball Club.
Le Liverpool HC est un club de handball basé à Liverpool en Angleterre.

## Palmarès
- Championnat de Grande-Bretagne (2) : 1978, 1986